# Шрек (вівця)
Шрек (англ. Shrek, 27 листопада 1994 — 6 червня 2011 рр.) — баран породи мериносів з овечої ферми Бендіго, поблизу Тарраса, у Новій Зеландії, що здобув міжнародну популярність у 2004 році, після того, як втік у гори та протягом шести років уникав зустрічі з людьми. Зазвичай мериносів щорічно обстригають, однак Шрек, живучи у дикій природі, уникав стрижки.
Після того, як його було спіймано 15 квітня 2004 року, 28 квітня був обстрижений. Стрижку транслювали на національному телебаченні Нової Зеландії. Його фліс містив достатню кількість вовни для виготовлення 20 великих чоловічих костюмів, вагою 27 кг — середній меліноський фліс важить близько 4,5 кг, з винятковою вагою для окремих особин близько 15 кг.
Шрек став національною іконою. Він був прийнятий до парламенту для зустрічі з прем'єр-міністром Нової Зеландії Гелен Елізабет Кларк у травні 2004 року в рамках його 10-го дня народження. У листопаді 2006 року, 30 місяців після його видатної стрижки, Шрека знову обстригли на айсберзі, що плавав біля узбережжя Данідіна, Нова Зеландія.
Шрек був евтаназований 6 червня 2011 року за порадою ветеринара. Йому було 16 років.